# Stegonotus batjanensis
Espèce
Synonymes
- Lielaphis batjanensis Günther, 1865

Stegonotus batjanensis  est une espèce de serpents de la famille des Colubridae.

## Répartition
Cette espèce est endémique d'Indonésie. Elle se rencontre dans les Moluques à Ambon, à Halmahera, à Bacan et à Morotai et dans les îles Raja Ampat à Salawati et à Batanta.

## Description
Dans sa description Günther indique que le spécimen en sa possession mesure 155 cm dont 30 cm pour la queue. Son dos est noir brunâtre et sa face ventrale brun jaunâtre.

## Étymologie
Son nom d'espèce, composé de batjan et du suffixe latin -ensis, « qui vit dans, qui habite », lui a été donné en référence au lieu de sa découverte, l'île de Bacan, orthographiée Batjan en allemand.

## Publication originale
- Günther, 1865 : Fourth account of new Species of Snakes in the Collection of the British Museum. Annals and Magazine of Natural History, ser. 3, vol. 15, p. 89-98 (texte intégral).